# Ромодин, Владимир Александрович
Владимир Александрович Ромо́дин (1901—1975) — советский авиаконструктор. Начальник опытно-конструкторского отдела и соруководитель ОКБ-155.

## Биография
Родился 6 (19 декабря) 1901 года в Риге, Лифляндская губерния (ныне Латвия). Окончил МВТУ в 1929 году — механический факультет, по аэродинамической специальности.
Некоторое время был вторым заместителем Н. Н. Поликарпова, затем работал в КБ МиГ у А. И. Микояна.
Умер в 1975 году в Москве. Похоронен на Ваганьковском кладбище (9 уч.).
Дочь — заслуженная артистка РСФСР Генриэтта Ромодина (1931—2025).

## Награды и премии
- Сталинская премия первой степени (1952) — за участие в создании самолёта МиГ-17